# بخش ممبی
بخش ممبی، یکی از بخش‌های شهرستان بهمئی در استان کهگیلویه و بویراحمد ایران است. مرکز این بخش، شهر قلعه ممبی است.

## تقسیمات کشوری
- بخش ممبی
  - دهستان بهمئی گرمسیری شمالی
  - دهستان رودتلخ

شهر: قلعه ممبی

## جمعیت
براساس سرشماری عمومی نفوس و مسکن در سال ۱۳۹۵، جمعیت بخش ممبی برابر با ۶،۱۵۰ نفر بوده‌است.